# Persone di cognome Morgan
| Questa pagina contiene informazioni ricavate automaticamente dalle voci biografiche con l'ausilio del template Bio e di un bot. L'aggiornamento è periodico e automatico e ricostruisce completamente la pagina. Se manca una persona in questa lista, sei pregato di non aggiungerla, ma accertati piuttosto che la sua voce biografica contenga il template Bio e che i dati anagrafici siano correttamente compilati. Se il template Bio manca, inseriscilo tu stesso o, in alternativa, metti l'avviso {{tmp\|Bio}} che ne segnala la mancanza. Se i dati riportati sono sbagliati, correggi direttamente la voce biografica; le modifiche saranno visibili in questa lista entro pochi giorni. Per chiarimenti vedi il progetto antroponimi. La lista contiene solo le 140 persone che sono citate nell'enciclopedia e per le quali è stato implementato correttamente il template Bio. Pagina aggiornata al 23 lug 2025. |

Questa è una lista di persone presenti nell'enciclopedia che hanno il cognome Morgan, suddivise per attività principale.

## Allenatori di calcio(3)
- Chris Morgan, allenatore di calcio e calciatore inglese (Barnsley, n. 1977)
- Richie Morgan, allenatore di calcio e ex calciatore gallese (Cardiff, n. 1946)
- Trevor Morgan, allenatore di calcio e ex calciatore inglese (Forest Gate, n. 1956)

## Astronaute(1)
- Barbara Morgan, ex astronauta e insegnante statunitense (Fresno, n. 1951)

## Astronauti(1)
- Andrew Morgan, astronauta statunitense (Morgantown, n. 1976)

## Astronomi(1)
- William W. Morgan, astronomo e astrofisico statunitense (Bethesda, n. 1906 - Williams Bay, † 1994)

## Attori(14)
- Ralph Morgan, attore statunitense (New York, n. 1883 - New York, † 1956)
- Adrian Lewis Morgan, attore gallese (Beddau, n. 1973)
- Boyd Morgan, attore e stuntman statunitense (Waurika, n. 1915 - Tarzana, † 1988)
- Colin Morgan, attore britannico (Armagh, n. 1986)
- Dennis Morgan, attore e cantante statunitense (Prentice, n. 1908 - Fresno, † 1994)
- Frank Morgan, attore statunitense (New York, n. 1890 - Beverly Hills, † 1949)
- Jeffrey Dean Morgan, attore statunitense (Seattle, n. 1966)
- Jonathan Morgan Heit, attore statunitense (n. 2000)
- Joseph Morgan, attore britannico (Londra, n. 1981)
- Kenneth Morgan, attore inglese (n. 1920 - Londra, † 1949)
- Paul Morgan, attore austriaco (Vienna, n. 1886 - Campo di concentramento di Buchenwald, † 1938)
- Rob Morgan, attore statunitense (New Bern, n. 1973)
- Tracy Morgan, attore e comico statunitense (New York, n. 1968)
- Trevor Morgan, attore statunitense (Chicago, n. 1986)

## Attrici(13)
- Bonnie Morgan, attrice statunitense
- Brit Morgan, attrice statunitense (Marlton, n. 1987)
- Debbi Morgan, attrice statunitense (Dunn, n. 1956)
- Diane Morgan, attrice britannica (Bolton, n. 1975)
- Lina Morgan, attrice spagnola (Madrid, n. 1937 - Madrid, † 2015)
- Lindsey Morgan, attrice statunitense (Houston, n. 1990)
- Mishael Morgan, attrice trinidadiana (San Fernando, n. 1986)
- Michèle Morgan, attrice francese (Neuilly-sur-Seine, n. 1920 - Neuilly-sur-Seine, † 2016)
- Molly Morgan, attrice statunitense (n. 1978)
- Nancy Morgan, attrice statunitense (Minneapolis, n. 1949)
- Robin Morgan, attrice, poetessa e politica statunitense (Lake Worth, n. 1941)
- Shelley Taylor Morgan, attrice statunitense (Charleston)
- Wendy Morgan, attrice britannica (Radlett, n. 1958)

## Attrici pornografiche(1)
- Katie Morgan, attrice pornografica statunitense (Los Angeles, n. 1980)

## Avvocati(1)
- John Morgan, avvocato, giurista e politico statunitense (Lexington, n. 1956)

## Banchieri(2)
- John Pierpont Morgan, banchiere e imprenditore statunitense (Hartford, n. 1837 - Roma, † 1913)
- Junius Spencer Morgan, banchiere statunitense (Holyoke, n. 1813 - Monte Carlo, † 1890)

## Batteristi(1)
- Charlie Morgan, batterista e percussionista britannico (Londra, n. 1955)

## Calciatori(13)
- Adam Morgan, calciatore inglese (Liverpool, n. 1994)
- Alan Morgan, ex calciatore gallese (Aberystwyth, n. 1973)
- Ashtone Morgan, ex calciatore canadese (Toronto, n. 1991)
- Calvin Morgan, calciatore anguillano (n. 1995)
- Chris Morgan, ex calciatore nordirlandese (Belfast, n. 1976)
- Craig Morgan, ex calciatore gallese (Flint, n. 1985)
- Dean Morgan, calciatore montserratiano (Londra, n. 1983)
- Jean-Pierre Morgan, calciatore francese (Les Abymes, n. 1992)
- Kelvin Morgan, calciatore gibilterriano (Gibilterra, n. 1997)
- Lewis Morgan, calciatore scozzese (Greenock, n. 1996)
- Wes Morgan, ex calciatore inglese (Nottingham, n. 1984)
- Willie Morgan, ex calciatore scozzese (Alloa, n. 1944)
- Ziv Morgan, calciatore israeliano (n. 2000)

## Calciatrici(2)
- Alex Morgan, ex calciatrice statunitense (San Dimas, n. 1989)
- Esme Morgan, calciatrice inglese (Sheffield, n. 2000)

## Cantanti(8)
- Debelah Morgan, cantante statunitense (Detroit, n. 1973)
- Denroy Morgan, cantante giamaicano (May Pen, n. 1945 - Lawrenceville, † 2022)
- Glynn Morgan, cantante, compositore e produttore discografico britannico (Woking, n. 1968)
- Helen Morgan, cantante e attrice statunitense (Danville, n. 1900 - Chicago, Illinois, † 1941)
- Junior Kelly, cantante giamaicano (Kingston, n. 1969)
- Lorrie Morgan, cantante statunitense (Nashville, n. 1959)
- Nory Morgan, cantante e attrice teatrale italiana (n. 1921 - † 2006)
- William Michael Morgan, cantante statunitense (Vicksburg, n. 1993)

## Cantautrici(1)
- Meli'sa Morgan, cantautrice statunitense (Queens, n. 1964)

## Cavalieri(1)
- Lawrence Morgan, cavaliere australiano (Yea, n. 1915 - Castlemaine, † 1997)

## Cestiste(2)
- Beth Morgan, ex cestista e allenatrice di pallacanestro statunitense (Bloomington, n. 1975)
- Nadja Morgan, ex cestista statunitense (Washington, n. 1980)

## Cestisti(9)
- Guy Morgan, ex cestista statunitense (Virginia Beach, n. 1960)
- Jim Morgan, cestista e allenatore di pallacanestro statunitense (Leslie County, n. 1934 - † 2019)
- Matt Morgan, cestista statunitense (Concord, n. 1997)
- Conor Morgan, cestista canadese (Victoria, n. 1994)
- Raymar Morgan, cestista statunitense (Canton, n. 1988)
- Jeremy Morgan, cestista statunitense (Coralville, n. 1995)
- Jordan Morgan, cestista statunitense (Scott Air Force Base, n. 1991)
- Juwan Morgan, cestista statunitense (Waynesville, n. 1997)
- Rex Morgan, cestista e allenatore di pallacanestro statunitense (Charleston, n. 1948 - Jacksonville, † 2016)

## Chimiche(1)
- Agnes Morgan, chimica statunitense (Peoria, n. 1884 - † 1968)

## Compositori(3)
- Loscil, compositore e musicista canadese (Vancouver)
- John W. Morgan, compositore e arrangiatore statunitense (Los Angeles, n. 1946)
- Mark Morgan, compositore e musicista statunitense (Los Angeles)

## Danzatrici(1)
- Chesty Morgan, ballerina, modella e attrice polacca (n. 1937)

## Direttori d'orchestra(1)
- Michael Morgan, direttore d'orchestra e direttore artistico statunitense (Washington, n. 1957 - Oakland, † 2021)

## Dirigenti sportivi(2)
- David Morgan, dirigente sportivo gallese (Tredegar, n. 1937)
- Ralph Morgan, dirigente sportivo statunitense (Filadelfia, n. 1884 - Wyncote, † 1965)

## Discoboli(1)
- Jason Morgan, discobolo giamaicano (Kingston, n. 1982)

## Etnologi(1)
- Lewis Henry Morgan, etnologo e antropologo statunitense (Aurora, n. 1818 - Rochester, † 1881)

## Fotografe(1)
- Barbara Morgan, fotografa statunitense (Buffalo, n. 1900 - Sleepy Hollow, † 1992)

## Generali(3)
- Daniel Morgan, generale e politico statunitense (Hampton, n. 1736 - Winchester, † 1802)
- Frederick Edgeworth Morgan, generale britannico (Paddock Wood, n. 1894 - Northwood, † 1967)
- Thomas Morgan, generale gallese (Galles, n. 1542 - Inghilterra, † 1595)

## Genetisti(1)
- Thomas Hunt Morgan, genetista e biologo statunitense (Lexington, n. 1866 - Pasadena, † 1945)

## Ginnaste(1)
- Amelie Morgan, ginnasta britannica (Slough, n. 2003)

## Giocatori di baseball(1)
- Joe Morgan, giocatore di baseball statunitense (Bonham, n. 1943 - Danville, † 2020)

## Giocatori di football americano(5)
- Chris Morgan, ex giocatore di football americano e allenatore di football americano statunitense (Killeen)
- Derrick Morgan, ex giocatore di football americano statunitense (Lancaster, n. 1989)
- Jordan Morgan, giocatore di football americano statunitense (Marana, n. 2001)
- Mike Morgan, ex giocatore di football americano statunitense (Dallas, n. 1988)
- Stanley Morgan, ex giocatore di football americano statunitense (Easley, n. 1955)

## Giornalisti(1)
- Piers Morgan, giornalista e conduttore televisivo britannico (Guildford, n. 1965)

## Illustratrici(1)
- Harriet Morgan, illustratrice, divulgatrice scientifica e naturalista australiana (Sydney, n. 1830 - Granville, † 1907)

## Imprenditori(1)
- Steve Morgan, imprenditore inglese (Liverpool, n. 1952)

## Ingegneri(1)
- Jacques de Morgan, ingegnere, geologo e archeologo francese (Huisseau-sur-Cosson, n. 1857 - Marsiglia, † 1924)

## Insegnanti(1)
- William Morgan, docente e inventore statunitense (Lockport, n. 1870 - Lockport, † 1942)

## Matematici(2)
- Frank Morgan, matematico statunitense
- William Morgan, matematico britannico (n. 1750 - † 1833)

## Modelle(2)
- Chloe-Beth Morgan, modella gallese (Cwmbran, n. 1986)
- Helen Morgan, modella gallese (Barry, n. 1952)

## Nobildonne(1)
- Anne Morgan, nobildonna inglese (Arkestone, n. 1529 - † 1607)

## Nuotatrici(1)
- Sandra Morgan, ex nuotatrice australiana (Tamworth, n. 1942)

## Piloti automobilistici(1)
- Dave Morgan, pilota automobilistico e ingegnere britannico (Cranmore, n. 1944 - Leatherhead, † 2018)

## Pirati(1)
- Henry Morgan, pirata, corsaro e ammiraglio gallese (Llanrumney, n. 1635 - Port Royal, † 1688)

## Politiche(1)
- Eluned Morgan, baronessa Morgan di Ely, politica gallese (Cardiff, n. 1967)

## Politici(3)
- Edwin D. Morgan, politico statunitense (Washington, n. 1811 - New York City, † 1883)
- Rhodri Morgan, politico gallese (Cardiff, n. 1939 - Cardiff, † 2017)
- Matt Morgan, politico e ex wrestler statunitense (Fairfield, n. 1976)

## Produttori televisivi(1)
- Glen Morgan, produttore televisivo, sceneggiatore e regista statunitense (California, n. 1961)

## Pugili(1)
- Ted Morgan, pugile neozelandese (Londra, n. 1906 - Wellington, † 1952)

## Rapper(1)
- Craig G, rapper statunitense (New York, n. 1973)

## Registi(3)
- Harry S. Morgan, regista e produttore cinematografico tedesco (Essen, n. 1945 - Düsseldorf, † 2011)
- Sidney Morgan, regista e sceneggiatore britannico (n. 1874 - † 1946)
- William Morgan, regista e montatore britannico (Londra, n. 1899 - † 1964)

## Rugbisti a 15(2)
- Cliff Morgan, rugbista a 15, conduttore televisivo e giornalista britannico (Trebanog, n. 1930 - Bembridge, † 2013)
- Ben Morgan, rugbista a 15 inglese (Bristol, n. 1989)

## Sceneggiatori(2)
- Chris Morgan, sceneggiatore e produttore cinematografico statunitense (Chicago, n. 1966)
- Peter Morgan, sceneggiatore e drammaturgo britannico (Londra, n. 1963)

## Scrittori(2)
- Charles Langbridge Morgan, scrittore, critico teatrale e drammaturgo inglese (Bromley, n. 1894 - Londra, † 1958)
- Richard Morgan, scrittore e sceneggiatore inglese (Norwich, n. 1965)

## Scrittrici(6)
- C. E. Morgan, scrittrice statunitense (Cincinnati, n. 1976)
- Elaine Morgan, scrittrice e divulgatrice scientifica britannica (Pontypridd, n. 1920 - Merthyr Tydfil, † 2013)
- Kass Morgan, scrittrice statunitense (New York, n. 1984)
- Marlo Morgan, scrittrice statunitense (Iowa, n. 1937)
- Sally Morgan, scrittrice e illustratrice australiana (Perth, n. 1951)
- Lady Morgan, scrittrice irlandese (Dublino, n. 1781 - Londra, † 1859)

## Snowboarder(1)
- Annika Morgan, snowboarder tedesca (Garmisch-Partenkirchen, n. 2002)

## Storici(1)
- Kenneth Morgan, storico e scrittore gallese (n. 1934)

## Tenniste(1)
- Mandy Morgan, ex tennista australiana (n. 1953)

## Tennisti(1)
- Jamie Morgan, ex tennista australiano (Sydney, n. 1971)

## Trombettisti(1)
- Lee Morgan, trombettista statunitense (Filadelfia, n. 1938 - New York, † 1972)

## Vescovi anglicani(1)
- William Morgan, vescovo anglicano gallese (Betws-y-Coed, n. 1545 - St Asaph, † 1604)

## Zoologi(1)
- Conwy Lloyd Morgan, zoologo e psicologo britannico (Londra, n. 1852 - Hastings, † 1936)

## Senza attività specificata(2)
- Billy Morgan, ex snowboarder britannico (Southampton, n. 1989)
- Julia Morgan, architetta statunitense (San Francisco, n. 1872 - San Francisco, † 1957)